# Baylor University
Baylor University er et privat amerikansk forskningsuniversitet beliggende i Waco, Texas. Baylor blev grundlagt i 1845 af den sidste kongres i Republikken Texas. Baylor er det ældste uafbrudt fungerende universitet i Texas og en af de første uddannelsesinstitutioner i USA vest for Mississippifloden. Universitetet har et 400 hektar stort campus, som ligger ved Brazos River ved siden af Interstate I-35 mellem Dallas og Austin. Baylor University er tilknyttet baptistkirken og er verdens største baptistuniversitet. I 2021 havde Baylor et samlet antal studerende på 20,626 (15.191 bachelorstuderende og 5.435 kandidatstuderende eller højere).

## Sag om seksuelle overgreb i 2010'erne
Der var en skandale om seksuelle overgreb på Baylor University i 2010'erne, som opstod efter talrige påstande om og domme for seksuelle og ikke-seksuelle overgreb begået af studerende på Baylor University, hovedsageligt spillere på Baylor Bears' amerikansk fodbold-hold. I en periode fra omkring 2012 til 2016 undertrykte skolens ansatte rapporter om voldtægter og seksuelle overgreb. I 2015 hyrede Baylor Board of Regents advokatfirmaet Pepper Hamilton til at udføre en ekstern undersøgelse af Baylors håndtering af seksuelle overgreb. Rapporten, som bestyrelsen opsummerede i et offentligt "Findings of Facts"-dokument, fastslog, at Baylor ikke implementerede Title IX på en rettidig og effektiv måde, at Baylor-administratorer aktivt modarbejdede rapportering af seksuelle overgreb, og at sportsafdelingen undlod at håndtere seksuelle overgreb. Som reaktion på rapporten fyrede bestyrelsen Ken Starr som universitetets præsident, men beholdt ham som kansler og som professor på jurastudiet; han trådte tilbage som kansler kort efter og trak sig tilbage som juraprofessor i august 2016. Skolen fyrede også fodboldtræner Art Briles.